# Daan de Groot
Daniël de Groot, dit Daan, né le 25 mai 1933 à Amsterdam et mort le 8 janvier 1982 dans la même ville, est un coureur cycliste néerlandais. Professionnel de 1955 à 1961, il a notamment remporté une étape du Tour de France 1955. Il s'est suicidé en 1982, un an après le décès de sa femme.

## Palmarès sur route

### Palmarès amateur
- 1951
  - 2e du Tour de Gendringen
- 1952
  - 11e étape de la Course de la Paix
  - 2e du Tour d'Overijssel
  - 3e de Gand-Ypres
- 1953
  - 2e étape du Tour de l'IJsselmeer
  - 2ea étape de la Flèche du Sud
  - 2e du Tour de l'IJsselmeer
- 1954
  - Omloop der Kempen
  - 3e du Ronde van Midden-Nederland
  - 3e du Tour du Limbourg

### Palmarès professionnel
- 1955
  - 13e étape du Tour de France
- 1956
  - 4e étape du Tour de Belgique
  - 10e du championnat du monde sur route

## Résultats sur les grands tours

### Tour de France
4 participations
- 1955 : 36e, vainqueur de la 13e étape
- 1956 : 15e
- 1957 : abandon (8e étape)
- 1959 : abandon (10e étape)

### Tour d'Italie
3 participations
- 1955 : 53e
- 1956 : 28e
- 1957 : 35e

### Tour d'Espagne
1 participation
- 1958 : abandon (9e étape),  maillot amarillo pendant 3 jours

## Palmarès sur piste

### Championnats du monde
- Zurich 1953
  -  Médaillé de bronze de la poursuite amateurs

### Championnats nationaux
| - 1955 - 2e du championnat des Pays-Bas de poursuite - 1956 - Champion des Pays-Bas de poursuite - 1957 - 2e du championnat des Pays-Bas de poursuite | - 1959 - 2e du championnat des Pays-Bas de poursuite - 1960 - 2e du championnat des Pays-Bas de poursuite - 1961 - 2e du championnat des Pays-Bas de poursuite |  |